# Max Kment
Max Kment (* 8. August 1920; † 3. Oktober 2011 in Wien) war ein österreichischer Designer. Er war in den 1950er Jahren in Wien tätig und spezialisierte sich auf Möbel- und Leuchtendesign im Stil des Mid-century modern.

## Leben und Werk
Er meldete am 10. Mai 1948 in Wien ein Gewerbe als Drechsler an.  In den folgenden Jahren etablierte Kment die Kunstgewerblichen Werkstätten Max Kment am Standort Piaristengasse 35 im 8. Wiener Gemeindebezirk Josefstadt.
In seinen Werkstätten entwarf und fertigte Kment Möbel und Beleuchtungskörper, die sich durch eine klare Formensprache auszeichnen. Typisch für seine Arbeiten ist die Kombination von Holz, Glas und geflochtenen Kordelelementen.
Zu seinen bekannten Entwürfen gehören:
- Couchtische mit Glasplatte und Holzgestell, teils mit Kordelumwicklung
- Beistelltische im ähnlichen Stil
- Eine Stehlampe mit dreibeinigem Gestell aus Kirschholz und Bast sowie walzenförmigem Stoffschirm (Dorotheum Wien, Los 3750386)[3]
- Eine weitere Stehlampe mit dreifach gegabeltem Gestell und geflochtenem Bastdekor, ebenfalls aus den Kunstgewerblichen Werkstätten Max Kment (Dorotheum Wien, Los 4467847)[4]

Die in Max Kments Werbeprospekten abgebildeten Sitzmöbel finden sich in identischer Form auch in der Monografie über Anna-Lülja Praun wieder, wo sie – zu ihren Lebzeiten – als ihre Arbeiten wiedergegeben wurden. 
Diese Zusammenarbeit wird auch durch das Sesselmodell „F.L.P.“ belegt, das mit Armlehnen, Holzgestell und Peddigrohr ausgestattet ist, belegt.

## Stil
Kments Entwürfe verbinden funktionale Gestaltung mit ästhetischer Klarheit. Charakteristisch sind:
- Klare, reduzierte Linienführung
- Kombination von Holz, Glas und Bast
- Betonung der handwerklichen Ausführung und der natürlichen Materialien

Einige seiner Arbeiten, insbesondere der kleine Beistelltisch, lassen Einflüsse traditioneller japanischer Formensprache erkennen. Insgesamt zeigen seine Entwürfe eine eigenständige Interpretation fernöstlicher Gestaltungstraditionen innerhalb der Ästhetik des Mid-Century Modern.